# مالوشوکشانوو
مالوشوکشانوو (انگلیسی: Maloshukshanovo) یک شهرک در شهرستان بورایفسکی باشقیرستان کشور روسیه است.